# Сененські
Сененські, також Сєнненські, Сенінські, Сєненські гербу Дембно (пол. Sienieńscy) — польський магнатський рід, прізвище якого походить від родинного гнізда в Сєнні (пол. Sienno). Пов'язаний з родом Олесницьких.

## Представники

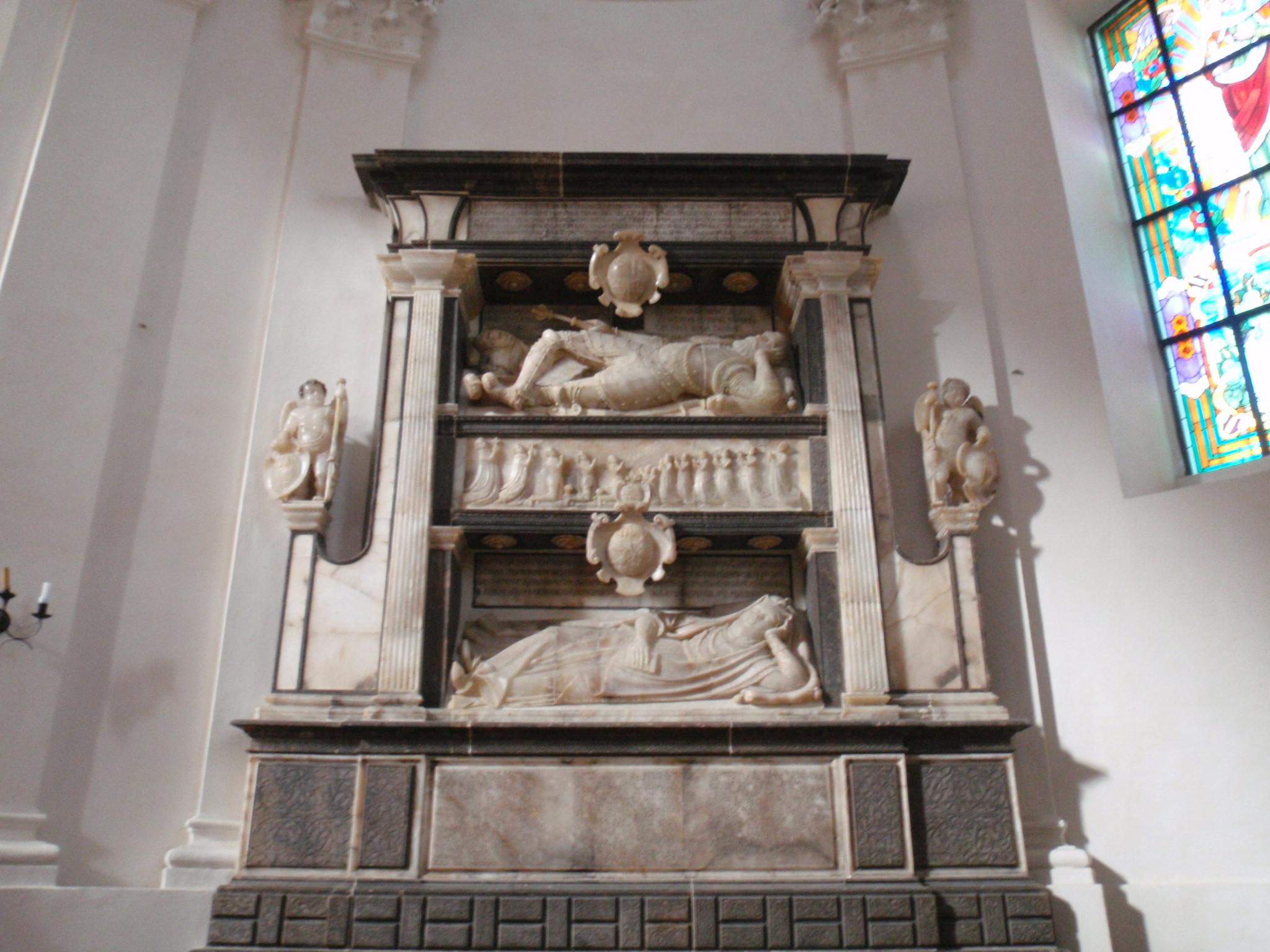
надгробок Сененських у костелі в Риманові

- Добеслав з Олесниці і Сенна (?—1440) — сандомирський воєвода (1438—1440), син Збігнева з Олесниці, дружина — Катерина. донька Дмитра з Стоянців і Гораю.
  - Ян з Сенна і Олеська — (?—після 1477) — підкоморій перемиський (1439—1448), дружина — Барбара.
    - Ян Олеський (?—1508/1513) — урядник руського воєводства.
    - Павел Олеський — підкоморій львівський (1478—1493)
    - Петро Сененський з Олеська (?—бл. 1506) — дідич Залізців
      - Ядвига Сененська з Олеська — дружина подільського воєводи, Мартина Каменецького.
      - Анна Олеська — дружина 1) львівського хорунжого Фрідріха Гербурта; 2) Окта з Паньова.

  - Павел Сененський (?—1444) — королівський секретар, зять Дмитра з Горая[1]
  - Анджей з Сенна і Риманова Гологірський (?—після 1492) — підкоморій сандомирський, дружина — Катерина з Гологорів, донька галицького каштеляна Миколая з Гологорів[2]. Родоначальник Сененських на земля Галичини
    - Ян Сененський з Сенна і Гологор (?—після 1526) — каштелян кам'янецький (1518—1519), зять Давида Бучацького
      - Ян Сененський (?—1582) — Львівський римо-католицький архієпископ, галицький каштелян

    - Давид Сененський
    - Вікторин Сененський з Сенна і Гологір (?—після 1536) — староста холмський[3]
      - Вікторин Сененський
        - Ян Сененський — подільський воєвода, староста чорштинський, городельський.
          - Якуб Сененський — протектор аріян[4]
            - Збігнев Сененський— учасник синоду в Ракові 5 травня 1619
            - Казимир Ян Сененський(?—1660) — став монахом-єзуїтом, в 1651-53 з братом Яном — співвласники Ракува
            - Андрій Сененський — в 1630-х господарював у Буковську

          - Кшиштоф Сененський — кальвініст, брат Якуба, дідич Поморян, співопікун дітей Станіслава Стадницького, дружина — Зофія Бучацька, може, донька Миколая (†1595)[5]
          - Євфимія Ходкевич — з 1596 р. дружина воєводи підляського і троцького. Олександра Ходкевича.

      - Збігнев Сененський — сяноцький каштелян[6]
        - Ян Сененський — каштелян галицький, дружина — Софія з Паневських, донька жидачівського старости Єжи[7]
          - Збігнев Сененський (†1633) — каштелян любельський, дружина — Кристина з Уровецьких[8]

        - Миколай Сененський — сяноцький підкоморій
          - Катерина Гроховська — дружина перемиського каштеляна Феліціяна Гроховського

        - Агнешка Ніщинська — дружина Станіслава Ніщицького, мати Белзького воєводи Кшиштофа
        - Софія Стадницька — дружина Анджея Пйотра Стадніцького з Дубецька

  - Якуб з Сенна — архієпископ Гнезна, четвертий син Добєслава з Олесниці і Сенна[9]
  - Дмитро Сененський — канонік краківський і ґнезненський, син Катерини з Горая[10]

- Барбара з Сенна — дружина опікуна Унівського монастиря Олександра Ванька Лагодовського[11]

- Констанція Теофіля — дружина чернігівського каштеляна Прецлава Лянцкоронського[12]